# João Nunes de Abreu
  João Nunes de Abreu  Faleceu em 1738. Artista português que viveu em Lisboa no castelo de São Jorge, sendo conhecido como Abreu do Castelo, e foi um seguidor dos ensinamentos de Bacarelli. São-lhe atribuídos os ornamentos e as perspectivas do tecto do Menino de Deus bem como a portaria da Igreja da Graça. Entrou para a Irmandade de São Lucas em 1719, servindo na Mesa de 1724 a 1734.